# Luciano (musicien)
 (août 2014).
Pour les articles homonymes, voir Luciano.
Luciano, de son vrai nom, Lucien Nicolet, né à Montcherand en 1978, est un DJ chilien-suisse ayant commencé sa carrière en Amérique du Sud, sous le nom de « Magi-K ». Son véritable envol a débuté à Genève et à Ibiza.
Leader du label Cadenza regroupant des DJ minimal techno et tech house, il est connu pour ses mélodies minimales sur fond de percussions fortes en cascades et ses samples chaud.
Il se revendique comme faisant partie de l'école de musique électronique sud-américaine comme son compatriote Ricardo Villalobos.
Peu intéressé par la publication de disques, il est avant tout connu pour ses performances scéniques (le festival Time Warp, les discothèques d'Ibiza le DC10 ou l'Amnesia) où il utilise des disques vinyles et, depuis peu[Quand ?], aussi le système Traktor Scratch.

## Carrière
Il commence sa carrière à Genève au Weetamix club et y retourne régulièrement.
En avril 2006, Luciano publie un premier disque sous le nom Sci.Fi.Hi.Fi Volume 2, produit par la maison Sona Records. Il ne produira que très peu de disques durant sa carrière car il préfère se produire en public.
Il commence à connaitre un succès international en se produisant en 2006 à Ibiza au DC-10 et à l'Amnesia à la Cocoon Party, l'une des plus anciennes fêtes de l'île que produit Sven Väth.
En octobre 2007, il publie un nouveau disque sous le titre Études Électroniques qui marque le lien qu'il souhaite faire entre sa musique et la musique classique.
En 2008, il mixe pour le célèbre club londonien Fabric, le disque Fabric 41 puis il s'associe avec l'une des stars de la profession Loco Dice.
En 2009, Luciano et Ricardo Villalobos remportent le prix du « Best Ibiza Set » pour leur travail à l'Amnesia qui couronne le meilleur DJ de la saison sur l'île.
Pour la saison 2010, Luciano a mis un terme à sa collaboration avec Cocoon et l'Amnesia pour lancer sa propre soirée à Ibiza sous le titre « Cadenza Vagabundos » au Space ibiza tous les dimanches.

## Documentaire
Un documentaire lui est consacré lors de sa tournée en Amérique du Sud : la ruta del sol